# 青空下的約定
《青空下的約定》（日语：この青空に約束を―），2006年3月31日由日本成人遊戲品牌戲畫（戯画）所發售的18禁戀愛冒險遊戲。同年6月23日發售普通版。官方沒有公佈遊戲的簡稱，而在愛好者之間經常簡稱為「（中文的意義是蒟蒻）」（この青空に約束を→こんの青空にやくそくを→こんにゃく），官方也認同這簡稱。電視動畫自2007年4月3日起播放。同年5月31日由TGL發售PlayStation 2版，有增加劇情與新的CG，並為PS2版新製作片頭曲與片頭動畫。2007年4月27日發售的《Xross Scramble》中所收錄的「Xross Savior」可以使用澤城凜奈，而且是只有兩位角色可選擇的試玩版中的可選角色。2009年6月25日由TGL發售PlayStation Portable版《青空下的約定 掌中乐园》（この青空に約束を― てのひらのらくえん），2015年12月17日發售PlayStation Vita版。2024年12月19日在任天堂Switch、PlayStation 4、Windows平台發售重製版《青空下的約定 Refine》。

## 遊戲系統
《青空下的約定》是成人戀愛冒險遊戲。玩家在玩《青空下的約定》的時候主要是觀看和聆聽故事情節的發展，不過在部分的預設段落中玩家須藉由點擊的方式選擇行為選項，而這些選擇將會影響之後的人物的行動或者是反應。遊戲藉由這些相互連接的劇情分歧點而組織成多條故事路線，而遊戲的選項便會影響玩家所挑選的故事劇情內容，包含玩家操控的角色和遊戲人物之間的色情場景，並且進入不同的結局。

## 故事
在日本本州以外的某座離島。過去相當熱鬧的這座島，由於和島上大部分產業有關係的大企業撤資，主角星野航的學校也不斷地流失學生。
在島上的一處高地上，有將學校舊校舍改建而成的宿舍「（鶇寮3）」。現在學校裡的住宿生只剩下主角和女主角們，而被謠傳是主角的後宮。連新來的轉學生都被牽扯其中，每天過著喧鬧的日子。
本作品的女主角對過去抱有心理創傷（大部分和主角有關），在各角色的路線裡會逐漸瞭解其細節。

## 登場人物
聲優表示為PC版/動畫版/PS2版

### 鶇寮生
星野航（聲：無/中村悠一/無）
生日：12月12日。身高179-180cm，血型AB型。
本作品的主角。2年級學生(2年A班)。滿腹熱血，即使不太可能做到的事情也會想辦法達成的個性。在學校裡頗受歡迎，雖然本人沒有察覺。運動神經優秀，但是課業成績很差。學生會副會長同時也是鶇寮裡唯一的男學生。每次考試都藉助海己與奈緒子的幫忙而低空飛過。
擅長吉他與口琴之類的樂器，常在鶇寮的屋頂上邊賞星星邊吹奏。沒有不擅長的項目（唸書以外），自己评论自己為是容易厭倦的個性。
澤城凜奈（聲：河合春華/興梠里美/同左）
生日：1月17日。身高161cm，體重49kg。三圍：B87(C)/W53/H84。
2年級學生(2年A班)。在故事一開始時轉學到這個學校後來到鶇寮的「新人」。不主動親近其他住宿生，避開和大家的交流。航為了拉近凜奈和住宿生夥伴間的關係，提出以馬拉松比賽來決勝負，而凜奈接受了這個挑戰。中、長距離賽跑的實力有全國水準。和航同樣運動神經優秀，不過也和航一樣課業很差。
羽山海己（聲：石川乃奈/森澤芙美/同左）
生日：6月21日。身高158cm，體重48kg。三圍：B88(D)/W52/H83。
2年A班班長兼學生會文書。家裡和航是隔壁鄰居，每天會來叫航起床。生性膽小，常躲在房間的角落啜泣。擅長作菜，在宿舍裡負責做飯，經常以體育服裝扮整頓後院的家庭菜園。此外因為除了海己以外沒有人會作菜（包含寮長），當海己生病或其他理由無法煮飯時會讓鶇寮陷入危機。
淺倉奈緒子（聲：篠崎雙葉/折笠愛/同左）
生日：3月18日。身高165cm，體重52kg。三圍：B93(E)/W53/H86。
3年A班班長兼學生會長。在學校裡表現出容易親近的好學生的一面，不過回到宿舍後就會露出本性，表裡間的差距甚大。雖然平常會開住宿生們的玩笑，但對於學校方面的攻擊（＝企圖關閉宿舍）則為了保護住宿生們而強烈反擊。
六條宮穗（聲：草柳順子/中田順子/同左）
生日：7月31日。身高154cm，體重:44kg。 三圍：B82(B)/W51/H81。
1年級學生(1年A班)，學生會幹部。學校董事長的孫子，而代理董事長的職務。本來只是個不懂事的千金大小姐，在宿舍中遭遇的各種刺激而逐漸改變。手藝奇差、不會作菜、運動白癡。打蛋時幾乎一定會使得蛋黃破掉。特技是冷笑話配上認真的說明，讓全場變得尷尬。
藤村靜（聲：北都南/一美/同左）
生日：2月21日。身高147cm，體重41kg。 三圍：B76(A)/W50/H74。
1年級學生，學生會幹部。沒有得到雙親的關懷，和航相遇的時候完全不表露自己的感情。自入學前就以特例入居宿舍，在與航以及其他住宿生的生活之中漸漸表現出感情。似乎滿擅長家事，和宮穗一起作菜（宮穗說）時實際上全部的調配都是靜所包辦的。
桐島沙衣里（聲：紫苑雅/MARIO/同左）
生日：9月8日。身高153cm，體重44kg。三圍：B84(C)/W51/H82。
學校的老師，鶇寮寮長和學生會顧問。自凜奈加入田徑社以後也兼任該社的社團顧問。雖然為人師表但是沒有榜樣，有時會在住宿生面前光明正大地喝酒至醉。和奈緒子的吵架是家常便飯，不過屢戰屢敗。

### 其他登場人物
三田村 茜（聲優：涼宮琉那/名塚佳織/同左）
生日：10月23日 身高:152cm 体重:45kg 三圍:B83(C)/W52/H83
2年級學生。比凛奈早一天轉學到這個學校。活潑開朗，馬上就和班上相處融洽，是隆史的妹妹。講話非常地快，似乎能夠3分以上不用換氣連續說個不停。在聊天時專門負責裝傻，常被航與雅文吐槽。
久藤 千尋
存在感不強的學生。在第一學期突然向航告白。
內山 雅文（聲優：眞嶋リョウ/鈴木孝太/同左）
2年級學生。航的親戚與好朋友。航的父親和雅文父親是堂兄弟關係。
紀子（聲：大福子/笹川麗子/同左）
和三田村茜、內山雅文同樣是2年級學生。海己與航與雅文的好朋友。
三田村 隆史（聲優：空野太陽/川田紳司）
海岸邊的餐廳的老闆。茜的哥哥。是航所仰賴的義兄。曾是航就讀學校的學生已畢業，本來受到學生們尊敬，不過自茜轉學以後發揮了溺愛妹妹的一面，形象遭到質疑。
星野 一誠（聲優：宮林康）
航的祖父。性格頑固，經常對航說教。曾擔任過町議會的議員，現已退休。是六條紀一郎的學生，和校長及教務主任其實是同屆學生。
星野 奈津江（聲優：立花伊織）
航的祖母。對航很溫柔。巧妙地控制著頑固的一誠。
羽山 克彥（声優：秋山樹）
海己的父親。因為公司事務繁忙而總是不在家。
校長（聲優：植木享/蓮岳大/同左）
學校的校長。多半和教務主任一起出現，像是畫中人物一般冷血陰暗，背地裡暗藏不為人所知的一面。
教務主任（聲優：三毛貓仙人/伊丸岡篤/同左）
學校的教務主任。對航與凛奈看不順眼，和校長一起計畫各種陰謀。
六條 紀一郎（聲優：－/淺沼晉太郎/同左）
宮穗的祖父(已故)，高見塚学園的理事長。五十年前，以英文教師的身份來到南榮生島。後來成為招贅入六條家，成為出水川重工的關係人。晚年，編撰島上的生態紀錄和鄉土史，擔任高見塚學園的理事長職務。也是一個喜歡日本文化的人。
吉倉賢太郎（聲優：－/福松進紗/）
學校的老師，當時隆史還是該校的學生時，對他特別的照顧。

## 製作人員
- 劇本：丸戶史明 with 企畫屋
- 原畫：
- 背景美術：草薙
- 主題曲：I've sound
- 片尾曲、插入曲：ave;new
- Movie：神月社
- 企畫/制作：戲畫

## 主題曲
片頭曲
歌：KOTOKO／作詞：KOTOKO／作曲：C.G mix／編曲：C.G mix
片頭曲(2)(PS2版)
歌：KAORI／作詞：志倉千代丸／作曲：志倉千代丸／編曲：上野浩司
片頭曲(3)(PSP版)
歌曲：桜川めぐ／作詞：Ayachi／作曲：藤田淳平／編曲：藤田淳平
片尾曲
歌：／作詞：a.k.a.dRESS／作曲：a.k.a.dRESS／編曲：a.k.a.dRESS
挿入曲『Pieces』
歌：／作詞：、Hidemi Nemoto／作曲：Hidemi Nemoto／編曲：Hidemi Nemoto
挿入曲(2)(PS2版)
歌：彩音／作詞：ASAKI／作曲：／編曲：大山曜
挿入曲(3)(PSP版)
歌曲：手のひらの楽園／作詞：Ayachi／作曲：藤田淳平／編曲：藤田淳平

## 電視動畫
自2007年4月3日起在日本多家電視台播放。標題為。共13話。

### 製作人員
- 導演：矢吹勉
- 導演補助：安藤健（スタジオロン）
- 系列構成、脚本：西園悟
- 主監製：安藤健
- 人物設定、總作畫監督：花井宏和
- 動畫製作：ARTLAND
- 音響監督：
- 音響制作、錄音：
- 音樂：伊藤賢治
- 製作：

### 各話列表
| 話數 | 標題               | 劇本       | 分镜         | 演出         | 作画監督          |
| ---- | ------------------ | ---------- | ------------ | ------------ | ----------------- |
| 1    | 沢城凛奈（前編）   | 西園悟     | なかの★陽    | 安藤健       | 小関雅            |
| 2    | 沢城凛奈（後編）   | 西園悟     | なかの★陽    | 安藤健       | 中野彰子          |
| 3    | 六条宮穂（前編）   | まさきひろ | 羽多野浩平   | 吉田泰三     | 三井寿            |
| 4    | 六条宮穂（後編）   | まさきひろ | 小林一三     | 中村圭三     | 小林一三          |
| 5    | 藤村静（前編）     | 山口亮太   | なかの★陽    | たちかわ夕一 | 木下勇喜          |
| 6    | 藤村静（後編）     | 山口亮太   | なかの★陽    | 安藤健       | 松岡謙治          |
| 7    | 羽山海己（前編）   | まさきひろ | 江上潔       | 川西泰二     | 小関雅            |
| 8    | 羽山海己（後編）   | まさきひろ | なかの★陽    | 安藤健       | 中野彰子          |
| 9    | 桐島沙衣里（前編） | 西園悟     | 所俊克       | 水本葉月     | 若野哲也 加藤夢杏 |
| 10   | 桐島沙衣里（後編） | 西園悟     | 成田歳法     | 吉田泰三     | 三井寿            |
| 11   | 浅倉奈緒子（前編） | 山口亮太   | なかの★陽    | 安藤健       | 松岡謙治          |
| 12   | 浅倉奈緒子（後編） | 山口亮太   | なかの★陽    | 川西泰二     | 小関雅            |
| 13   | 約束の日           | 西園悟     | 村山しちょう | 安藤健       | 花井宏和          |

### 主題曲
片頭曲
- 「この青空に約束を」

作詞．作曲：志倉千代丸
編曲：上野浩司
歌：KAORI
片尾曲
- 「青空のファンタジア」

作詞：SWIM
作曲．編曲：TARAWO
歌：村田步
插入曲
- 「さよならのかわりに」（這不是告別）（第13話）

作詞：a.k.a.dRESS
作曲．編曲：a.k.a.dRESS
歌：つぐみ寮寮生会合唱団「星野航（中村悠一）、澤城凜奈（興梠里美）、羽山海己（森澤芙美）、
淺倉奈緒子（折笠愛）、六條宮穗（中田順子）、藤村靜（ひと美）、桐島沙衣里（MARIO）」

### 副標題
動畫將每個人物以2話長度分前後篇作主要描寫，依序為：
1. vol.1-2澤城凜奈
2. vol.3-4六條宮穗
3. vol.5-6藤村靜
4. vol.7-8羽山海己
5. vol.9-10桐島沙衣里
6. vol.11-12淺倉奈緒子
7. vol.13 約定之日

### 播放電視台
日本深夜動畫：下文記載的日本国内播放時間使用日本標準時間（UTC+9）表示。因為部分時間标识會採用30小时制，因此請留意这类超过24:00的时间，其實際播放時間為翌日清晨。
| 播放地區 | 電視台       | 播放期間               | 播放時間                                                   |
| -------- | ------------ | ---------------------- | ---------------------------------------------------------- |
| 神奈川縣 | 神奈川電視台 | 2007年4月3日～6月26日  | 週二 26時15分～26時45分                                    |
| 千葉縣   | 千葉電視台   | 2007年4月4日～6月27日  | 週三 26時00分～26時30分                                    |
| 愛知縣   | 愛知電視台   | 2007年4月4日～6月27日  | 週三 27時28分～27時58分                                    |
| 埼玉縣   | 埼玉電視台   | 2007年4月5日～6月28日  | 週四 26時00分～26時30分                                    |
| 大阪府   | 大阪電視台   | 2007年4月5日～6月28日  | 週四 28時05分～28時35分 （第一話於27時35分～28時05分播放） |
| 全国放送 | AT-X         | 2007年6月20日～9月12日 | 週三 11時00分～11時30分                                    |

### DVD
- DVD vol.1於2007年7月25日發售
- DVD vol.2於2007年8月24日發售
- DVD vol.3於2007年9月21日發售
- DVD vol.4於2007年10月25日發售
- DVD vol.5於2007年11月22日發售
- DVD vol.6於2007年12月21日發售
- DVD vol.7於2008年1月25日發售

## 相關商品

### 書籍
- （一迅社）  ISBN 4-7580-1061-7
- Comp-Ace雜誌（角川書店）上，連載著由作畫的漫畫。

### CD
遊戲相關CD
初回限定特典CD

PSP版初回限定特典CD

預約特典廣播劇CD 
廣播劇CD

动画相关CD
- 电视动画角色CD系列Vol.1 泽城凛奈（2007年6月6日发售）
  - 【附赠BOX初回限定版】（ZMCZ-3400）
  - 【通常版】（ZMCZ-3401）
- 电视动画角色CD系列Vol.2 羽山海己（2007年6月6日发售，ZMCZ-3402）
- 电视动画角色CD系列Vol.3 浅倉奈緒子（2007年6月20日发售，ZMCZ-3403）
- 电视动画角色CD系列Vol.4 六条宮穂（2007年6月20日发售，ZMCZ-3404）
- 电视动画角色CD系列Vol.5 藤村静（2007年7月4日发售，ZMCZ-3405）
- 电视动画角色CD系列Vol.6 三田村茜（2007年7月4日发售，ZMCZ-3406）

## 評價
因為遊戲《Chocolat ～maid cafe "curio"～》、《Parfait ～chocolat second brew～》獲得人氣支持的搭檔，和丸戶史明所製作的最新作品。將繼承自《Parfait》的系統設計的更加洗鍊，並追加了事件模式（能夠直接觀賞已閱讀過的事件2），打造出舒適的遊戲環境。劇情、音樂等方面也備受好評，並且獲得了第一屆「2006年美少女遊戲賞」的劇本賞、主題曲賞、純愛系作品賞、玩家支持賞，共4個獎項。
在2007年10月《電擊G's magazine》舉辦了日本前五十名最佳美少女遊戲排名的票選活動，《青空下的約定》在入圍的249款遊戲中獲得25票而成為第12名。